# MV Yakima
MV Yakima je trajekt ze třídy Super, který provozuje společnost Washington State Ferries. Na konci roku 2005 obsluhovala trasu mezi městem Anacortes a souostrovím svatého Jana. Později prošla opravou a vrátila se na svou trasu.